# موش‌صاریغ پشمالوی دم‌برهنه
موش‌صاریغ پشمالوی دم‌برهنه (نام علمی: Marmosa regina) نام یک گونه از سرده موش‌صاریغ‌ها است.